# All It Was
All It Was  ist ein Musikalbum von Olie Brice. Die am 10. Januar 2024 im Studio Fish Factory in London entstandenen Aufnahmen erschienen am 18. Juli 2025 auf West Hill Records.

## Hintergrund
Das Quartett des Bassisten Olie Brice besteht aus der Tenorsaxophonistin Rachel Musson, dem Pianisten Alexander Hawkins und Will Glaser am Schlagzeug. Das Debütalbum des Quartetts entstand in einer Zeit intensiver Emotionen für Brice und spiegelte die Trauer und den Schmerz über den Verlust seines Vaters Tosh Brice wider, vermischt mit dem Entsetzen und der Verzweiflung über das Leid der Bevölkerung im Krieg in Israel und Gaza seit 2023 (Brice wuchs als Kind auch in Jerusalem auf und ist jüdischen Glaubens).

## Titelliste
- Olie Brice Quartet: All It Was (West Hill Records 005)[1]

1. Listening Intently to Raptors 7:22
2. After A Break 8:27
3. Morning Mourning (For Tosh Brice) 8:08
4. Happy SongfFor Joni 3:26
5. A Rush of Memory Was All It Was 10:41
6. And We Dance on the Firm Earth 6:21

Die Kompositionen stammen von Olie Brice.

## Rezeption
Nach Ansicht von Mark Corroto, der das Album in All About Jazz rezensierte, trägt der Bassist Olie Brice den Titel „Mr. Inside/Mr. Outside“ mit bemerkenswerter Leichtigkeit. Er sei gleichermaßen versiert in freier Improvisation wie in strukturierter Komposition und würde sich fließend zwischen den Extremen bewegen. Seine Arbeit mit Improvisatoren wie Tobias Delius und Mark Sanders auf „Somersaults“ (2015) oder mit Paul Dunmall auf „The Laughing Stone“ (Confront, 2023) verdeutliche seinen unkonventionellen Ansatz. Seine Veröffentlichung „Fire Hills“ (2022), für die er Material für Trio und Oktett komponiert hatte, zeige sein Talent am strukturierteren Ende des Spektrums. Der Gegensatz zwischen „Innen und Außen“ werde in den emotionalen Herzstücken des Albums am deutlichsten deutlich: „Mourning Mourning (For Tosh Brice)“ und „A Rush of Memory Was All It Was“. Ersteres sei eine Hommage an Brices verstorbenen Vater und entfalte sich mit stiller Ehrfurcht und elegischer Tiefe. Brices Komposition beschwöre sanft die Trauer über einen persönlichen Verlust und unterstreiche gleichzeitig die anhaltende Kraft familiärer Verbundenheit. Im Gegensatz dazu sei „A Rush of Memory Was All It Was“ eine ekstatische Hommage an Cecil Taylor und Jimmy Lyons – ein zehnminütiger Ausbruch intensiver kollektiver Improvisation, der die Fähigkeit des Quartetts demonstriere, spannungsgeladene, emotional aufgeladene Energiemusik zu erzeugen.